# Adelphi (Grenada)
Adelphi ist eine Siedlung im Parish Saint Andrew im Zentrum von Grenada.

## Geographie
Die Siedlung liegt im Hinterland bei Morne Longue. Im Umkreis liegen außerdem die Orte Birch Grove, Beauregard und Saint Margaret an den Hängen und Ausläufern des South East Mountain.

## Klima
Das Klima ist tropisch heiß.